# Abbott and Costello Go to Mars
Abbott and Costello Go to Mars é um filme estadunidense de 1953, do gênero ficção científica humorístico,  com roteiro de D.D. Beauchamp e Howard Christie dirigido por Charles Lamont.

## Sinopse
Dois atrapalhados trabalhadores, ao carregar equipamentos para o foguete espacial que seria lançado a Marte, acabam dando partida por engano e vão parar em Vénus, que é habitado por uma raça de amazonas que detestam homens.

## Elenco
- Bud Abbott -  Lester
- Lou Costello - Orville
- Mari Blanchard - Allura
- Robert Paige - Dr. Wilson
- Horace McMahon - Mugsy
- Martha Hyer - Janie Howe
- Jack Kruschen - Harry
- Joe Kirk - Dr. Orvilla
- Anita Ekberg - guarda venusiana

## Produção
O autor de ficção científica Robert A. Heinlein escreveu um tratamento em 1950 chamado Abbott and Costello Move to the Moon que pode ter inspirado o roteiro do filme.
A fotografia principal ocorreu entre 1.º de agosto e 28 de agosto de 1952.
As mulheres venusianas foram interpretadas por concorrentes do Miss Universo de 1952, incluindo Anita Ekberg, a vencedora do concurso Miss Suécia um ano antes.
Os carros venusianos apresentados no filme foram usados mais tarde no filme de ficção científica This Island Earth (1955).
Um Harry Shearer de nove anos aparece como uma criança no orfanato.
Logo após o lançamento do filme, Abbott e Costello apareceram no The Colgate Comedy Hour e fizeram uma esquete de comédia em que compareceram à estreia do filme.